# Herrarnas C-1 i slalom i kanotsport vid olympiska sommarspelen 2024
Mall:Kanotsport vid olympiska sommarspelen 2024
Herrarnas C-1 i slalom vid olympiska sommarspelen 2024 hölls mellan den 27 och 29 juli 2024 på Stade nautique de Vaires-sur-Marne i Vaires-sur-Marne i Frankrike.
I kanotslalom används ett format med tre omgångar: kvalomgång, semifinal och final. Kvalomgången kördes två åk, där det bästa åket räknades och de 16 främsta gick vidare till semifinal. Där åkte varje idrottare en gång och de 12 bästa gick vidare till final. Där kördes ytterligare ett åk och den med bäst tid vann guld. Guldet togs av franske Nicolas Gestin, silvret av brittiske Adam Burgess och bronset togs av slovakiske Matej Beňuš.

## Program
Alla tider är centraleuropeisk sommartid (UTC+2)
| Datum        | Tid         | Omgång          |
| ------------ | ----------- | --------------- |
| 27 juli 2024 | 15:00       | Kvalomgång      |
| 29 juli 2024 | 15:30 17:20 | Semifinal Final |

## Resultat
| Placering | Nr | Kanotist         | Nation            | Kvalomgång | Kvalomgång | Kvalomgång | Kvalomgång | Kvalomgång | Kvalomgång | Semifinal        | Semifinal        | Semifinal        | Final            | Final            | Final            |
| Placering | Nr | Kanotist         | Nation            | 1:a åket   | Str.       | 2:a åket   | Str.       | Bästa      | Plac.      | Tid              | Str.             | Plac.            | Tid              | Str.             | Plac.            |
| --------- | -- | ---------------- | ----------------- | ---------- | ---------- | ---------- | ---------- | ---------- | ---------- | ---------------- | ---------------- | ---------------- | ---------------- | ---------------- | ---------------- |
| 1         | 2  | Nicolas Gestin   | Frankrike         | 89,90      | 0          | 88,78      | 0          | 88,78      | 1          | 93,12            | 0                | 1                | 91,36            | 0                | 1                |
| 2         | 7  | Adam Burgess     | Storbritannien    | 90,87      | 0          | 95,08      | 4          | 90,87      | 2          | 97,21            | 0                | 4                | 96,84            | 0                | 2                |
| 3         | 4  | Matej Beňuš      | Slovakien         | 100,28     | 2          | 94,91      | 2          | 94,91      | 11         | 98,59            | 4                | 11               | 97,03            | 0                | 3                |
| 4         | 6  | Sideris Tasiadis | Tyskland          | 92,44      | 0          | 92,43      | 0          | 92,43      | 7          | 96,74            | 0                | 3                | 97,27            | 0                | 4                |
| 5         | 3  | Miquel Travé     | Spanien           | 92,19      | 2          | 143,45     | 56         | 92,19      | 6          | 96,69            | 0                | 2                | 97,92            | 2                | 5                |
| 6         | 8  | Lukáš Rohan      | Tjeckien          | 95,63      | 2          | 97,74      | 2          | 95,63      | 12         | 97,54            | 4                | 10               | 98,09            | 2                | 6                |
| 7         | 10 | Liam Jegou       | Irland            | 102,67     | 0          | 99,93      | 6          | 99,93      | 16         | 96,52            | 2                | 6                | 98,52            | 2                | 7                |
| 8         | 11 | Matija Marinić   | Kroatien          | 91,61      | 0          | 98,44      | 2          | 91,61      | 3          | 98,82            | 0                | 7                | 100,35           | 2                | 8                |
| 9         | 9  | Tristan Carter   | Australien        | 94,19      | 0          | 103,87     | 4          | 94,19      | 9          | 99,45            | 0                | 8                | 100,73           | 2                | 9                |
| 10        | 12 | Grzegorz Hedwig  | Polen             | 94,08      | 2          | 100,30     | 8          | 94,08      | 8          | 104,24           | 6                | 12               | 105,81           | 2                | 10               |
| 11        | 1  | Benjamin Savšek  | Slovenien         | 97.04      | 2          | 192.64     | 102        | 97.04      | 14         | 96.28            | 2                | 5                | 144.93           | 50               | 11               |
| 12        | 13 | Yves Bourhis     | Senegal           | 94,68      | 4          | 92,14      | 0          | 92,14      | 5          | 99,51            | 0                | 9                | 145,78           | 50               | 12               |
| 13        | 17 | Takuya Haneda    | Japan             | 96,82      | 0          | 99,59      | 0          | 96,82      | 13         | 103,11           | 4                | 13               | Gick inte vidare | Gick inte vidare | Gick inte vidare |
| 14        | 5  | Raffaello Ivaldi | Italien           | 91,90      | 0          | 94,96      | 4          | 91,90      | 4          | 108,20           | 0                | 14               | Gick inte vidare | Gick inte vidare | Gick inte vidare |
| 15        | 15 | Alex Baldoni     | Kanada            | 97,32      | 2          | 98,56      | 0          | 97,32      | 15         | 123,41           | 4                | 15               | Gick inte vidare | Gick inte vidare | Gick inte vidare |
| 16        | 14 | Casey Eichfeld   | USA               | 99,84      | 6          | 94,69      | 2          | 94,69      | 10         | 104,23           | 58               | 16               | Gick inte vidare | Gick inte vidare | Gick inte vidare |
| 17        | 16 | Joris Otten      | Nederländerna     | 101,92     | 0          | 110,93     | 8          | 101,92     | 17         | Gick inte vidare | Gick inte vidare | Gick inte vidare | Gick inte vidare | Gick inte vidare | Gick inte vidare |
| 18        | 20 | Pepe Gonçalves   | Brasilien         | 111,07     | 8          | 154,48     | 56         | 111,07     | 18         | Gick inte vidare | Gick inte vidare | Gick inte vidare | Gick inte vidare | Gick inte vidare | Gick inte vidare |
| 19        | 18 | Amir Rezanejad   | Flyktingidrottare | 116,16     | 6          | 119,48     | 6          | 116,16     | 19         | Gick inte vidare | Gick inte vidare | Gick inte vidare | Gick inte vidare | Gick inte vidare | Gick inte vidare |
| 20        | 19 | Salim Jemai      | Tunisien          | 128,42     | 4          | 130,02     | 6          | 128,42     | 20         | Gick inte vidare | Gick inte vidare | Gick inte vidare | Gick inte vidare | Gick inte vidare | Gick inte vidare |